# Districte de Veľký Krtíš
El districte de Veľký Krtíš - (eslovac) Okres Veľký Krtíš - és un dels 79 districtes d'Eslovàquia. Es troba a la regió de Banská Bystrica. Té una superfície de 848,22 km², i el 2013 tenia 45.086 habitants. La capital és Veľký Krtíš.

## Demografia
| Godina             | 1994   | 2004   | 2014   | 2024   |
| ------------------ | ------ | ------ | ------ | ------ |
| Nombre de persones | 46.941 | 46.462 | 44.826 | 40.598 |
| Diferència         |        | −1,02% | −3,52% | −9,43% |

| Godina             | 2023   | 2024   |
| ------------------ | ------ | ------ |
| Nombre de persones | 40.900 | 40.598 |
| Diferència         |        | −0,73% |

## Llista de municipis

### Ciutats
- Veľký Krtíš
- Modrý Kameň

### Pobles
Balog nad Ipľom · Bátorová · Brusník · Bušince · Čebovce · Čelovce · Čeláre · Červeňany · Dačov Lom · Dolinka · Dolná Strehová · Dolné Plachtince · Dolné Strháre · Ďurkovce · Glabušovce · Horná Strehová · Horné Plachtince · Horné Strháre · Hrušov · Chrastince · Chrťany · Ipeľské Predmostie · Kamenné Kosihy · Kiarov · Kleňany · Koláre · Kosihovce · Kosihy nad Ipľom · Kováčovce · Lesenice · Ľuboriečka · Malá Čalomija · Malé Straciny · Malé Zlievce · Malý Krtíš · Muľa · Nenince · Nová Ves · Obeckov · Olováry · Opatovská Nová Ves · Opava · Pravica · Príbelce · Pôtor · Sečianky · Seľany · Senné · Sklabiná · Slovenské Kľačany · Slovenské Ďarmoty · Stredné Plachtince · Sucháň · Suché Brezovo · Širákov · Šuľa · Trebušovce · Veľká Čalomija · Veľká Ves nad Ipľom · Veľké Straciny · Veľké Zlievce · Veľký Lom · Vieska · Vinica · Vrbovka · Záhorce · Závada · Zombor · Želovce
1. 1 2  «Počet obyvateľov podľa pohlavia - obce (ročne) [om7102rr_obce=AREAS_SK]».   Statistical Office of the Slovak Republic, 31-03-2025. [Consulta: 31 març 2025].